# 小行星4289
小行星4289（4289 Biwako）是一颗绕太阳运转的小行星，为主小行星带小行星。该小行星于1989年10月29日发现。

## 轨道参数
小行星4289的轨道半长轴为2.2967051 UA，离心率为0.157。